# Ravensara impressa
Ravensara impressa är en lagerväxtart som beskrevs av André Joseph Guillaume Henri Kostermans. Ravensara impressa ingår i släktet Ravensara och familjen lagerväxter. Inga underarter finns listade i Catalogue of Life.